# Vinod Khosla

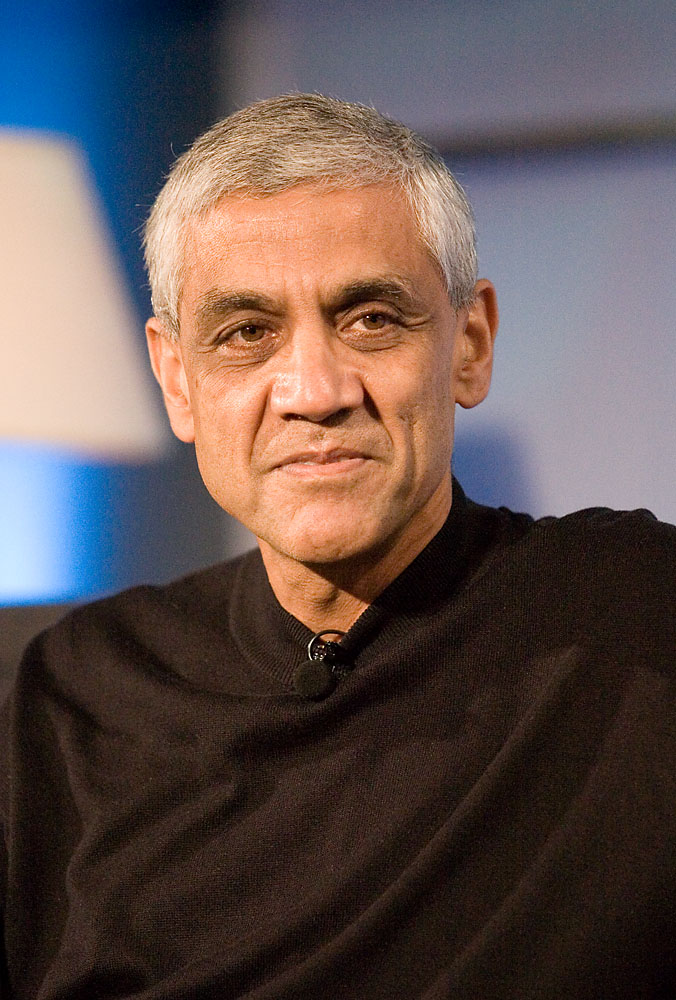
Vinod Khosla in 2005

Vinod Khosla (Pune, 28 januari 1955), is een Amerikaanse zakenman en durfkapitalist van Indische afkomst.
Khosla behaalde zijn bachelordiploma aan de Indian Institutes of Technology. Later behaalde hij zijn MBA aan de Stanford University.
In 1982 was hij medeoprichter van Sun Microsystems, samen met voormalige Stanford-studiegenoten Andy Bechtolsheim en Scott McNealy en met UC Berkeley-alumnus Bill Joy. Khosla was de eerste CEO en voorzitter van 1982 tot 1984, maar verliet toen het bedrijf om durfkapitalist te worden.
In 1986 werd Khosla partner bij de durfkapitaalfirma Kleiner Perkins, waar hij investeringen in technologieën zoals videogames en halfgeleiders beheerde.
Om meer tijd met zijn tienerkinderen door te kunnen brengen en zich te concentreren op technologische startups, ging Khosla in 2004 deeltijds werken en verliet hij uiteindelijk Kleiner Perkins. Hij richtte later dat jaar zijn eigen durfkapitaalbedrijf Khosla Ventures op om te kunnen investeren in meer experimentele technologieën met een "maatschappelijke impact". Het bedrijf is gevestigd in Menlo Park, Californië. Het bedrijf werd bekend door grote, vroege investeringen in alternatieve energietechnologie zoals zonne-energie, biobrandstof en batterijen.
Vanaf 2010 begon Khosla Ventures te investeren in voedsel. In mei van dat jaar werd aangekondigd dat de voormalige Britse premier Tony Blair zich bij Khosla Ventures zou voegen om strategisch advies te geven over investeringen in technologieën gericht op het milieu.
In 2018 verklaarde Khosla dat het plan voor de rest van zijn leven was om "de maatschappelijke infrastructuur opnieuw uit te vinden" door middel van innovatie en technologie, zoals het 3D-printen van huizen voor daklozen.